# هولي بروكس
هولي بروكس (بالإنجليزية: Holly Brooks)‏  (و. 1982  م) هي متزحلقة أمريكية، ولدت في ريدموند، واشنطن، شاركت في الألعاب الأولمبية الشتوية 2014، والبطولة النرويجية للاتحاد العالمي للتزلج على الثلوج 2011 ‏، والألعاب الأولمبية الشتوية 2010، وبطولة العالم للتزلج النوردي على الثلج 2013 ‏.

## التعليم
تعلمت في كلية وايتمان ‏.

## روابط خارجية
- هولي بروكس على موقع الاتحاد الدولي للتزلج (التزلج الريفي) (الإنجليزية)
- هولي بروكس على موقع أوليمبيديا (الإنجليزية)